# 馬松森湖
馬松森湖位於紐西蘭南島西南部，以幽美的庫克山及塔斯曼山倒影聞名。作為毛利人傳統的食物採集地，馬松森湖是紐西蘭鰻（Anguilla dieffenbachii）和許多水鳥的聚居地。

## 地理
馬松森湖形成於約14,000年前的冰期。位於距離南阿爾卑斯山冰川約12公里的山谷。

## 保育
馬松森湖周圍的區域由西部泰普提尼国家公园管理。環繞該湖的有白松和紅松樹、以及紐西蘭亞麻和多種紐西蘭蕨類植物。

## 圖片

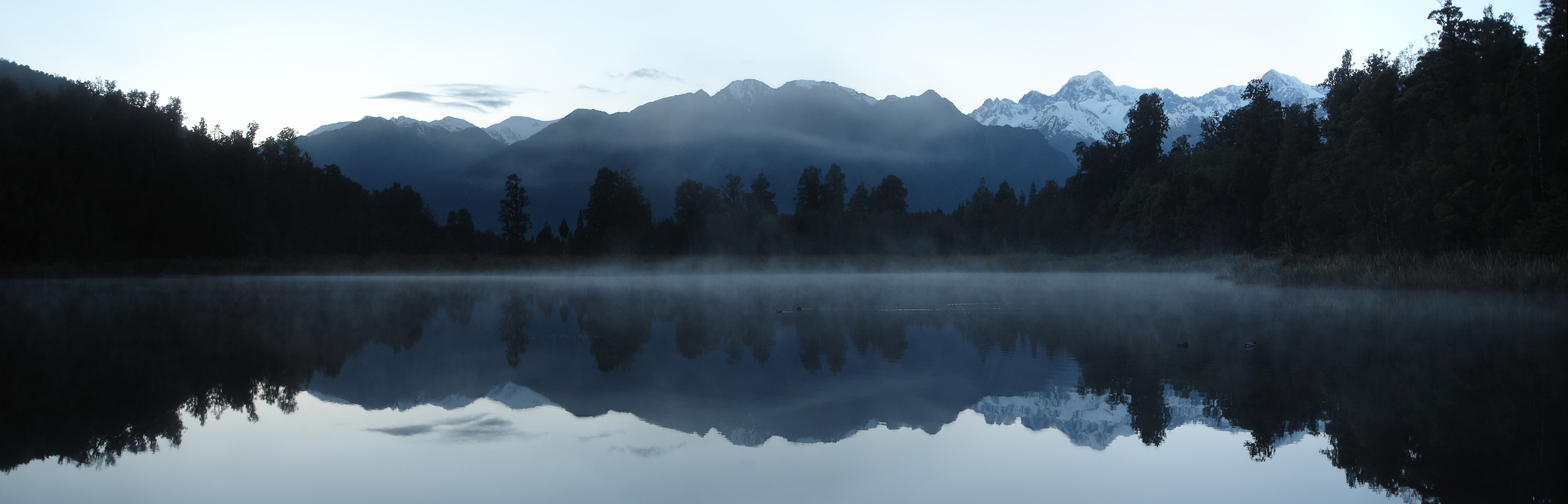
破曉前的馬松森湖。
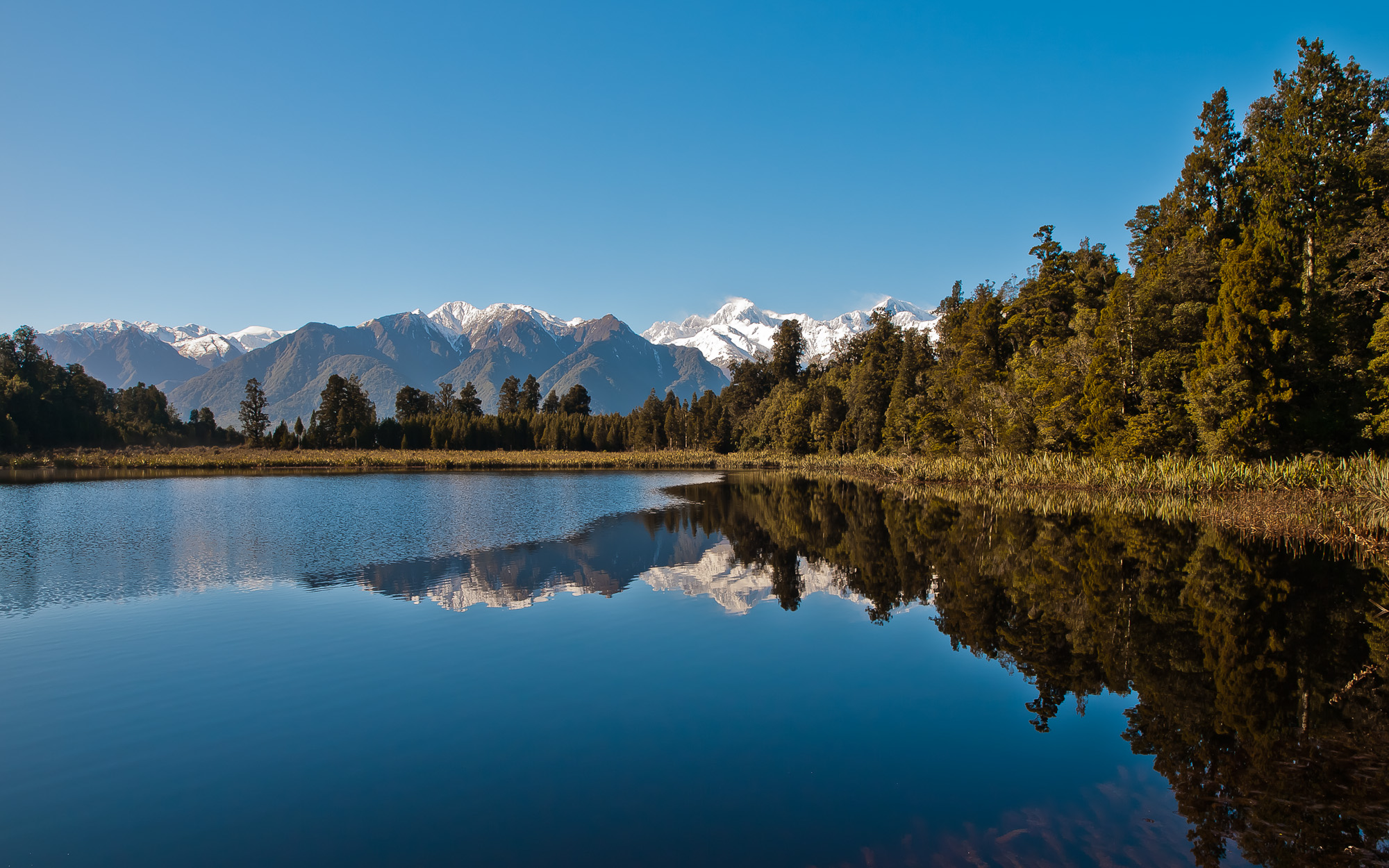
剛破曉的馬松森湖。
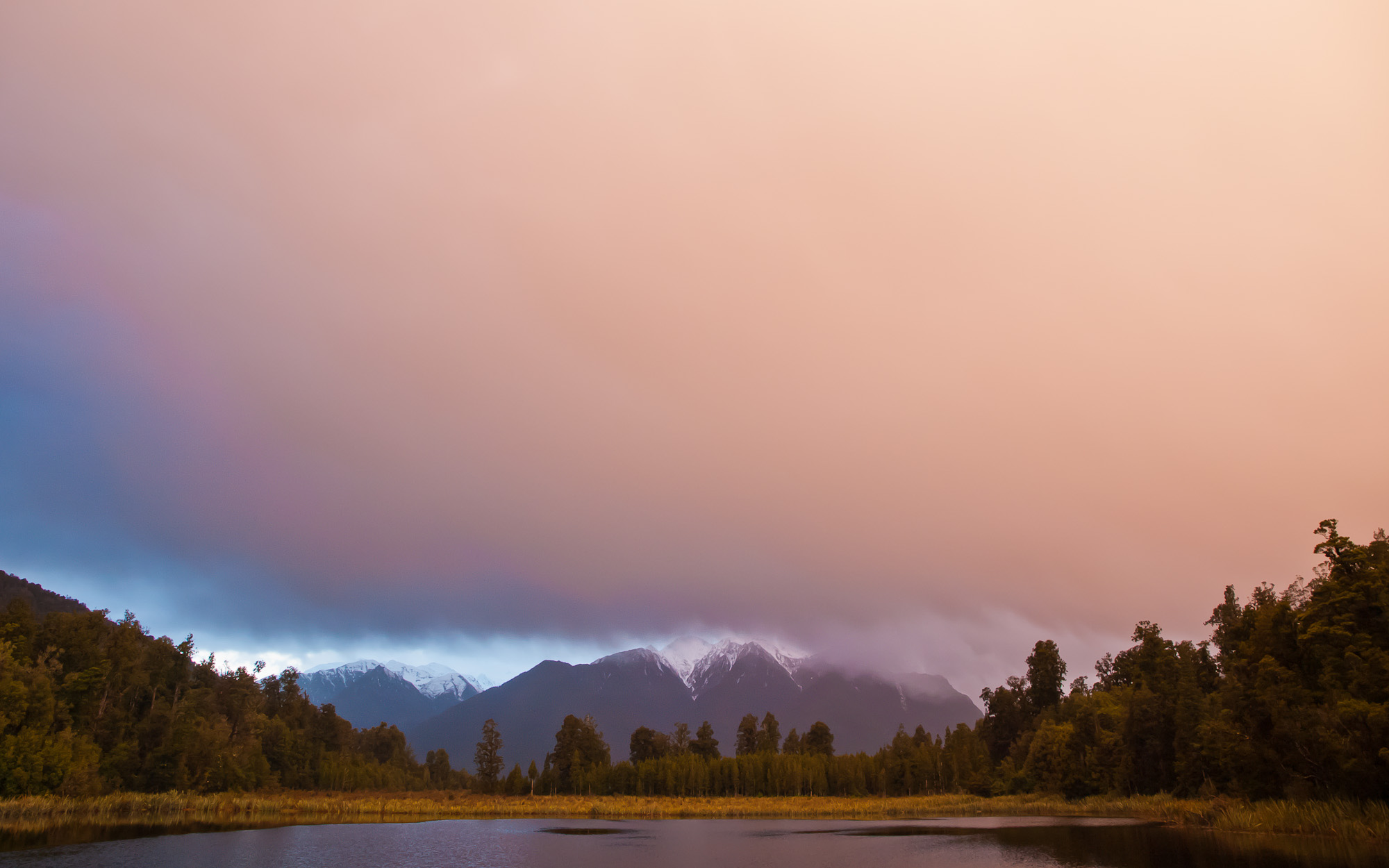
日落前的馬松森湖。
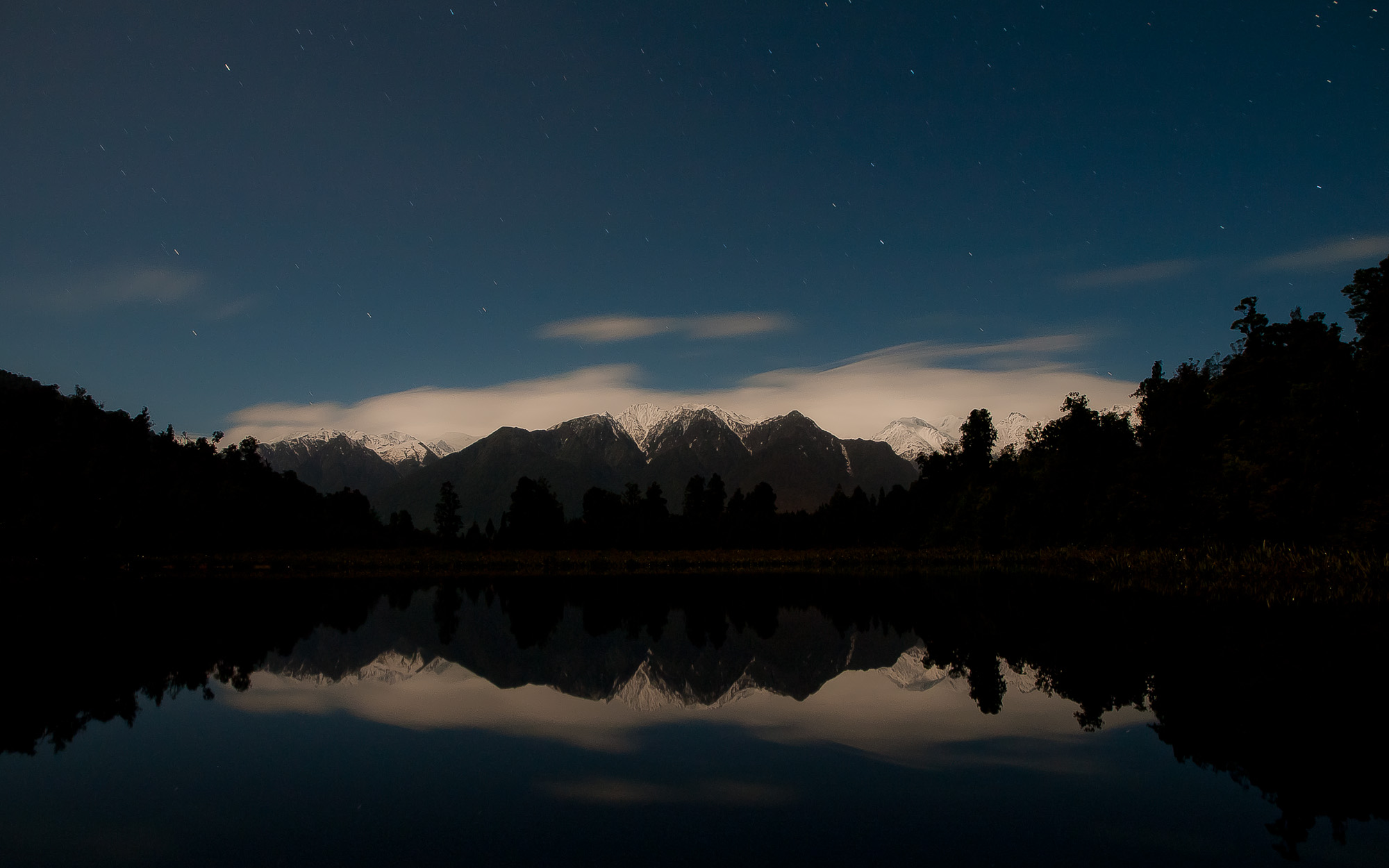
晚上的馬松森湖。

## 外部連結
- 馬松森湖圖片 （页面存档备份，存于） （英文）（德文）